# Hoosiers
Hoosiers é um filme estadunidense de 1986 que trata de um pequeno time escolar de basquetebol que venceu o campeonato estadual de Indiana. A estória se passa na temporada de 1951/1952, quando todas as escolas secundárias daquele estado, independentemente de seu tamanho, puderam competir no torneio estadual. O filme é vagamente baseado na história do time do colégio Milan High School, que venceu o campeonato estadual de 1954.
Os realizadores do filme, Angelo Pizzo (redator) e David Anspaugh (o diretor) eram naturais de Indiana, e retornaram ao estado natal para as filmagens. Gene Hackman interpreta Norman Dale, um novo técnico com um passado sombrio. Foi co-estrelado por Barbara Hershey e Sheb Wooley, e trazia Dennis Hopper como um amante do basquetebol local e beberrão, num papel que lhe rendeu a nomeação para o Oscar.

## Elenco
- Gene Hackman como Norman Dale
- Barbara Hershey como Myra Fleener
- Dennis Hopper como Shooter
- Sheb Wooley como Cletus
- Maris Valainis como Jimmy Chitwood
- Brad Long como Buddy
- Steve Hollar como Rade
- David Neidorf como Everett
- Kent Poole como Merle
- Brad Boyle como Whit
- Scott Summers como Strap
- Wade Schenck como Ollie